# Cheilanthes parryi
Cheilanthes parryi es una especie de helecho de la familia botánica Pteridaceae. es originaria del sudoeste de los estados Unidos en  California, y Baja California, donde crece en las grietas rocosas de las montañas y desiertos.

## Descripción
Este helecho tiene hojas compuestas de segmentos redondeados con todas las superficies cubiertas de pelos largos y pálidos, con frecuencia lo suficientemente gruesos como para que la planta parezca bastante lanosa. En la parte inferior de la hoja se encuentran los esporangios que pueden estar enterrados debajo de la capa de pelos.

## Taxonomía
Cheilanthes parryi fue descrita por (D.C.Eaton) Domin y publicado en Bibliotheca Botanica 85(1): 133. 1913.
Sinonimia
- Notholaena parryi D.C. Eaton basónimo[2]